# Scheenstia
Scheenstia ist eine Gattung ausgestorbener Knochenfische, die vom Kimmeridgium, der mittleren Stufe des Oberjura bis zum Valanginium (Unterkreide) in Europa vorkam.

## Merkmale
Scheenstia-Arten waren relativ große Fische (> 0,5 m) mit spindelförmigen Körpern. Die Körperhöhe betrug 40 bis 45 % der Standardlänge, die Kopflänge etwa 30 % der Standardlänge. Bauchflossen, Rücken- und Afterflosse befanden sich an der hinteren Körperhälfte, der Bauchflossenansatz etwa nach 50 bis 50 % der Standardlänge, der Rückenflossenansatz nach 65 bis 70 %  und die Afterflosse nach 75 bis 78 % der Standardlänge. Die dicken, viereckigen und in diagonalen Reihen angeordneten Ganoidschuppen besaßen vorn und hinten ein sich vertikal bewegendes Gelenk. Ihre Maxillare (Oberkieferknochen) war zahnlos, sehr kurz und breit. Das Seitenliniensystem erstreckte sich bis in die Augenregion. Die mittlere Porenreihe lag in einer Nut zwischen dem Dermopteroticum (Hautknochen über dem Squamosum) und den Scheitelbeinen. Die Scheenstia-Arten besaßen drei oder mehr paarige Extrascapulare (ein Schädelknochen).

## Arten
- Scheenstia bernissartensis, Barremium und Aptium, Belgien
- Scheenstia decoratus, Tithonium, Solnhofener Plattenkalk
- Scheenstia degenhardti, Berriasium, Obernkirchener Sandstein
- Scheenstia hauchecornei, Berriasium, Obernkirchener Sandstein
- Scheenstia laevis, spätes Kimmeridgium, Frankreich
- Scheenstia mantelli, Berriasium und Valanginium, Frankreich und England (Sussex & Isle of Wight)
- Scheenstia maximus, spätes Kimmeridgium und Tithonium, Frankreich und Deutschland (Solnhofener Plattenkalk)
- Scheenstia zappi (Typusart), Kimmeridgium, Schamhaupten

## Systematik
Die Gattung wurde erst 2012 aufgestellt und besteht aus Arten, die vormals zu Lepidotes gestellt wurden. Zusammen mit Lepidotes (vormals Semionotiformes) wurde sie als basale Gattung zu den Lepisosteiformes gestellt, einer Ordnung ursprünglicher Knochenfische, die mit den Knochenhechten (Lepisosteidae) auch heute noch mit sieben Arten in Nord- und Mittelamerika sowie auf Kuba vorkommt.